# Slovinsko na Letních olympijských hrách 2008
Slovinsko na Letních olympijských hrách 2008 v Pekingu reprezentovalo 61 sportovců (40 mužů a 21 žen). Reprezentanti vybojovali 5 medailí, z toho 1 zlatou 2 stříbrné a 2 bronzové.

## Medailisté
| Medaile | Jméno              | Sport             | Disciplína                    |
| ------- | ------------------ | ----------------- | ----------------------------- |
| Zlato   | Primož Kozmus      | Atletika          | Muži hod kladivem             |
| Stříbro | Sara Isakovićová   | Plavání           | ženy volný styl 200 m         |
| Stříbro | Vasilij Žbogar     | Jachting          | muži třída Laser              |
| Bronz   | Lucija Polavderová | Judo              | ženy nad 78 kg                |
| Bronz   | Rajmond Debevec    | Sportovní střelba | muži puška na 50 m (3 pozice) |